# Ararat-Aufstand

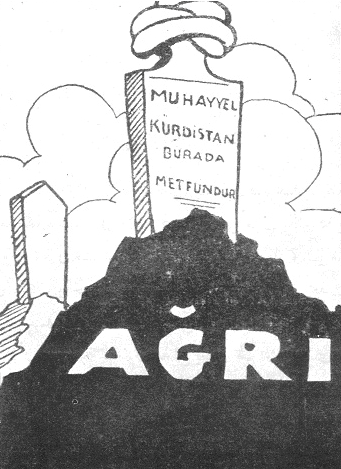
Abbildung aus der Zeitung Milliyet vom 19. September 1930 mit der Aufschrift Hier liegt das fiktive Kurdistan begraben. Der Ararat (Ağrı) wird als Grab dargestellt.

Der Ararat-Aufstand (kurdisch Serhildanên Agiriyê, türkisch Ağrı ayaklanmaları) war eine Reihe von mehreren Aufständen von Kurden im Gebiet des Ararats.
In der neu gegründeten Republik Türkei fanden mehrere Aufstände unter der Führung kurdischer Nationalisten und Islamgelehrter statt, die gegen die Republik Türkei kämpften. Nach der Niederschlagung des Scheich-Said-Aufstands war das Gebiet des Ararats zum Zentrum der Kurden geworden. Dorthin hatten sich viele Kämpfer von Scheich Said zurückgezogen.

## Der erste Aufstand
Schon am 16. Mai 1926 stießen türkische Truppen und kurdische Stammesverbände zusammen, was als erster Ararat-Aufstand interpretiert wurde. Das 28. Gendarmerie-Regiment wurde schwer geschlagen und zog sich nach Doğubeyazıt zurück. Daraufhin startete die 3. Armee am 16. Juni am Ararat eine Operation, die aber nur ein paar Scharmützel zur Folge hatte, weil sich die Kurden durch Vorwarnung hinter die iranische Grenze zurückgezogen hatten. Der Ararat-Aufstand wurde insbesondere von kurdischen und armenischen Aufständischen geführt. Auch beteiligten sich kurdische Stämme aus Iran daran.

## Der zweite Aufstand
Er brach nach dem 10. September 1927 los, als die 3. Armee Einheiten in die Gegend verlegte. Anfangs war das Hauptziel der Ararat, aber nach Informationen, dass sich einige kurdische Aşirets auf den Weg zur iranischen Grenze machen wollten, änderte die türkische Armee am 15. September ihr Angriffsziel. An der Grenze kam es dann zu verlustreichen Gefechten für beide Seiten, so dass sich die türkische Armee wieder zurückzog.

## Der dritte Aufstand
1930 kam es zum dritten und letzten Aufstand. Zwischenzeitlich hatte die kurdische Organisation Xoybûn ihre Absicht erklärt, den Aufstand zu unterstützen. Dazu schickte sie den ehemaligen osmanischen Offizier Ihsan Nuri Pascha, der zum General des Aufstandes wurde. Er konnte die Aufständischen organisieren, die Xoybûn schaffte eine Druckerpresse zum Ararat. So konnten Zeitschriften wie Agri und Gaziya Welat und eine Propagandaschrift mit dem Titel Agri egir dibarine („Der Ararat lässt Feuer regnen“) herausgegeben werden, worin die Ziele des Aufstandes erklärt wurden. In der Zeit nach dem 2. Aufstand wurde die Republik Ararat ausgerufen. Die Xoybûn ernannte den General Ibrahim Heski zum Gouverneur dieser Republik. Zum Gendarmeriehauptmann wurde Temir Aga.
Am 28. Dezember 1929 beschloss das türkische Kabinett eine militärische Aktion für Juni 1930 unter General Salih Pascha. Aufgrund des Wetters und zum Zweck besserer Vorbereitung wurde die Aktion auf den September 1930 verschoben. Am 4. September begannen die Kämpfe, und dieses Mal verloren die kurdischen Aufständischen. Sie konnten sich nicht in den Iran zurückziehen, da durch eine Vereinbarung zwischen der Türkei und dem Iran die Grenze geschlossen war. Viele der Aufständischen wurden gefangen genommen, allerdings gelang Ihsan Nuri Pascha und einigen anderen die Flucht in den Iran.

## Der Aufstand in der türkischen Presse
Die Zeitung Cumhuriyet berichtete über diesen Aufstand und benutzte für die damalige Zeit übliche aufreißerische und rassistische Begriffe:

„Sie vermischen rohes Fleisch mit bißchen Bulgur und haben keinen Unterschied zu den Wilden Afrikas und den Kannibalen.“

„Unsere Flugzeuge bombardieren die Banditen schwer. Der Ararat […] steht in Flammen. Die eisernen Flügel der Türken beseitigen die Aufständischen. […] Die Zahl der Getöteten bei dem Zilan-Manöver ist 15.000. Die Zilan-Schlucht ist bis oben hin voll mit Leichen.“

„Diese [Kurden] sind zwar talentierter als die Indianer Amerikas, aber doch blutrünstig und barbarisch…[…] Sie sind seit Jahrhunderten eine Plage für unsere Rasse.“